# Campeonato Africano de Atletismo de 2014 - 10000 m masculino
A prova dos 10000 metros masculino do Campeonato Africano de Atletismo de 2014 foi disputada no dia 10 de agosto de 2014 no Estádio de Marrakech  em Marrakech, no Marrocos. Participaram da prova 14 atletas. 

## Recordes
Antes desta competição, os recordes mundiais e do campeonato nesta prova eram os seguintes:
|                       | Nome             | Nacionalidade | Tempo      | Local      | Data                 |
| --------------------- | ---------------- | ------------- | ---------- | ---------- | -------------------- |
| Recorde mundial       | Kenenisa Bekele  | Etiópia       | 26m 17s 53 | Bruxelas   | 26 de agosto de 2005 |
| Recorde do campeonato | Kenneth Kipkemoi | Quênia        | 27m 19s 74 | Porto Novo | 28 de junho de 2012  |
| Recorde africano      | Kenenisa Bekele  | Etiópia       | 26m 17s 53 | Bruxelas   | 26 de agosto de 2005 |

## Medalhistas
| Ouro                  | Prata                  | Bronze                      |
| Nguse Tesfaldet (ERI) | Mustapha El Aziz (MAR) | Josphat Bett Kipkoech (KEN) |

## Cronograma
Todos os horários são locais (UTC+1).
| Data         | Hora  | Evento |
| ------------ | ----- | ------ |
| 10 de agosto | 20:00 | Final  |

## Resultado final
| Posição           | Atleta                | Nacionalidade | Tempo    | Notas |
| ----------------- | --------------------- | ------------- | -------- | ----- |
| Medalha de ouro   | Nguse Tesfaldet       | Eritreia      | 28:11.07 |       |
| Medalha de prata  | Mustapha El Aziz      | Marrocos      | 28:11.36 |       |
| Medalha de bronze | Josphat Bett Kipkoech | Quênia        | 28:11.61 |       |
| 4                 | Adugna Takele         | Etiópia       | 28:12.27 |       |
| 5                 | Imane Merga           | Etiópia       | 28:17.75 |       |
| 6                 | Peter Kirui           | Quênia        | 28:34.48 |       |
| 7                 | Olivier Irabaruta     | Burundi       | 28:39.26 |       |
| 8                 | Charles Cheruiyot     | Quênia        | 28:47.08 |       |
| 9                 | Goitom Kifle          | Eritreia      | 29:01.75 |       |
| 10                | Thomas Ayeko          | Uganda        | 29:25.96 |       |
| 11                | Dieudonne Nsengiyumva | Burundi       | 29:47.38 |       |
| 12                | Birhanu Nebebew       | Etiópia       | DNF      |       |
| 12                | Joshua Cheptegei      | Uganda        | DNF      |       |
| 13                | Moses Kipsiro         | Uganda        | DNS      |       |

Legenda
| Recorde mundial       | Recorde mundial (World record)               |                       | Recorde africano                      | Recorde africano (African) |                                           | Q | Classificado por posição (Qualified) |
| Recorde do campeonato | Recorde do campeonato (Championship record)  | Recorde da América    | Recorde da América (Americas)         | q                          | Classificado por melhor tempo (Qualified) |   |                                      |
| Melhor marca do ano   | Melhor marca do ano (World leading)          | Recorde asiático      | Recorde asiático (Asian)              | DNS                        | Não largou (Did not start)                |   |                                      |
| Recorde nacional      | Recorde nacional (National record)           | Recorde europeu       | Recorde europeu (European)            | DNF                        | Não terminou (Did not finish)             |   |                                      |
| Recorde pessoal       | Recorde pessoal do atleta (Personal best)    | Recorde da Oceania    | Recorde da Oceania (Oceania)          | DSQ / DQ                   | Desclassificado (Disqualified)            |   |                                      |
| Recorde da temporada  | Recorde da temporada do atleta (Season best) | Recorde sul-americano | Recorde sul-americano (South America) | NM                         | Sem marca (No mark)                       |   |                                      |